# Han Coucke
Pour les articles homonymes, voir Coucke.
Han Coucke, né le 30 mars 1975 à Waregem (Belgique), est un acteur et comédien belge flamand.
Il est surtout connu sous le nom de Stef de la série de VTM De Kotmadam.

## Biographie
Coucke grandit à Zulte et est ingénieur industriel. Il s'inscrit au conservatoire de Gand où il rencontre Frank Van Erum, avec qui il forme depuis le duo de cabaret Gino Sancti qui remporte plusieurs festivals de cabaret en Belgique et aux Pays-Bas comme le prix Wim Sonneveld en 2002.
Il est connu depuis 2008 grâce à son théâtre « raciste » où il joue « Han Solo », un homme conservateur et raciste d'extrême droite. Plusieurs membres du Vlaams Belang, dont Filip Dewinter, sont venus regarder l'un de ses spectacles sous la grande attention des médias.

## Télévision
- Flikken : Neil (1999) / Simon (2001) / Frederick Lamote (2004)
- De Kotmadam (nl) : Stef (2002)
- Verschoten & zoon (nl) : (2003)
- Witse : Wouter Van Opstal (2004)
- Kopspijkers (nl) (2004)
- Neveneffecten (nl) : Clinic Clown 2 (2005)
- God zij Dank (nl) : (2007)
- Louislouise (nl) : Mathias (2008)
- Amika (nl) : Tv reporter Arno (2009)
- Witse : Roland De Pril (2009)
- Dag & Nacht: Hotel Eburon (nl) : Karl Boon (2010)
- Slot Marsepeinstein (nl) : Wachter (2010)
- Aspe (nl) : Daan de Jongh (2011)
- Danni Lowinski (nl) : Stefan Scholier (2013)
- Rox : Nicolas Klaus (2013)
- Urgence disparitions (Vermist) : Aron Gijsbrechts (2014)
- Bevergem (nl) Laurent 'Lorenzo Di Marco' Van Marcke (2015)

## Cinéma
- Blinker (1999) - Red Vampire
- Balls of Steel: Belgium (2014) - Snode Duivel

## Théâtre / Cabaret / Stand-up Comédie
comme Han Solo
- Racist (2008)
- Multikul (2010)
- Bedankt (2013)
- KLOENKE (2015)

autres
- De Leeuwen van Vlaanderen[1] (2020)